# Frederik I van Hessen-Homburg
Frederik I van Hessen-Homburg (Lichtenberg, 5 maart 1585 - Homburg, 9 mei 1638) was van 1622 tot aan zijn dood de eerste landgraaf van Hessen-Homburg. Hij was de stichter van het huis Hessen-Homburg.

## Levensloop
Frederik was de jongste zoon van landgraaf George I van Hessen-Darmstadt uit diens huwelijk met Magdalena, dochter van graaf Bernhard VIII van Lippe.
Hoewel in Hessen-Darmstadt het eerstgeboorterecht gold, kreeg hij in 1622 een apanage toegewezen, die bestond uit de stad en het district Homburg. Daarnaast kreeg hij ook een afkoopsom en een jaarlijkse dotatie toegewezen. Frederik was geen onafhankelijke heerser, zijn gebieden vielen onder de hoogheidsrechten van het landgraafschap Hessen-Darmstadt. In 1626 voerde hij het eerstgeboorterecht in.
Hij overleed in mei 1638 op 53-jarige leeftijd en werd bijgezet in het Slot van Homburg.

## Huwelijk en nakomelingen
Op 10 augustus 1622 huwde hij in Butzbach met Margaretha Elisabeth (1604-1667), dochter van graaf Christoffel van Leiningen-Westerburg. Ze kregen zes kinderen:
- Lodewijk Filips (1623–1643)
- George (1624)
- Willem Christoffel (1625–1681), landgraaf van Hessen-Homburg
- George Christiaan (1626–1677), landgraaf van Hessen-Homburg
- Anna Margaretha (1629–1686), huwde in 1650 met hertog Filips Lodewijk van Sleeswijk-Holstein-Sonderburg-Wiesenburg
- Frederik (1633–1708), landgraaf van Hessen-Homburg